# Distrito electoral de Hayes Center (condado de Hayes, Nebraska)
Hayes Center (en inglés: Hayes Center Precinct) es un distrito electoral ubicado en el condado de Hayes en el estado estadounidense de Nebraska. En el Censo de 2010 tenía una población de 286 habitantes y una densidad poblacional de 1,54 personas por km².

## Geografía
Hayes Center se encuentra ubicado en las coordenadas 40°28′49″N 101°0′14″O / 40.48028, -101.00389. Según la Oficina del Censo de los Estados Unidos, Hayes Center tiene una superficie total de 185.53 km², de la cual 185.53 km² corresponden a tierra firme y (0%) 0 km² es agua.

## Demografía
Según el censo de 2010, había 286 personas residiendo en Hayes Center. La densidad de población era de 1,54 hab./km². De los 286 habitantes, Hayes Center estaba compuesto por el 96.5% blancos, el 0% eran afroamericanos, el 0% eran amerindios, el 0.35% eran asiáticos, el 0% eran isleños del Pacífico, el 3.15% eran de otras razas y el 0% pertenecían a dos o más razas. Del total de la población el 6.99% eran hispanos o latinos de cualquier raza.